# Přebor Středočeského kraje 2022/2023
Přebor Středočeského kraje (jednu ze skupin 5. fotbalové ligy) hrálo v sezóně 2022/2023 16 klubů. Vítězem se stalo mužstvo TJ SK Hřebeč.

## Systém soutěže
Kluby se střetly v soutěži každý s každým dvoukolovým systémem podzim–jaro, hrály tedy 30 kol.

## Nové týmy v sezoně 2022/23
- Z Divize A sestoupila mužstva TJ Tatran Sedlčany a Český lev-Union Beroun.
- Z Divize B sestoupilo mužstvo MFK Dobříš.
- Z Divize C sestoupila mužstva SK Sparta Kutná Hora, FC Horky nad Jizerou a SK Poříčany.
- Z I. A třídy postoupila mužstva SK Spartak Příbram (vítěz skupiny A), SK Doksy (3. místo ve skupině A), SK Sokoleč (vítěz skupiny B) a Spartak Průhonice (2. místo ve skupině B).

## Výsledná tabulka
| Poř. | Tým                             | Z  | V  | R | P  | VG | OG | B  |
| ---- | ------------------------------- | -- | -- | - | -- | -- | -- | -- |
| 1.   | TJ SK Hřebeč                    | 30 | 19 | 4 | 7  | 76 | 41 | 61 |
| 2.   | SK Sokoleč                      | 30 | 17 | 4 | 9  | 69 | 55 | 55 |
| 3.   | TJ Sokol Nespeky                | 30 | 14 | 9 | 7  | 51 | 36 | 51 |
| 4.   | AFK Tuchlovice                  | 30 | 15 | 5 | 10 | 65 | 48 | 50 |
| 5.   | SK Poříčany                     | 30 | 15 | 4 | 11 | 51 | 37 | 49 |
| 6.   | FC Velim                        | 30 | 13 | 7 | 10 | 60 | 46 | 46 |
| 7.   | TJ Tatran Sedlčany              | 30 | 12 | 9 | 9  | 73 | 55 | 45 |
| 8.   | Mnichovohradišťský SK           | 30 | 12 | 8 | 10 | 57 | 54 | 44 |
| 9.   | Povltavská fotbalová akademie B | 30 | 13 | 1 | 16 | 66 | 67 | 40 |
| 10.  | MFK Dobříš                      | 30 | 11 | 7 | 12 | 49 | 55 | 40 |
| 11.  | Spartak Průhonice               | 30 | 12 | 2 | 16 | 62 | 67 | 38 |
| 12.  | SK Sparta Kutná Hora            | 30 | 11 | 5 | 14 | 50 | 68 | 38 |
| 13.  | SK Doksy                        | 30 | 11 | 4 | 15 | 44 | 60 | 37 |
| 14.  | FC Horky nad Jizerou            | 30 | 7  | 8 | 15 | 38 | 62 | 29 |
| 15.  | SK Spartak Příbram              | 30 | 8  | 4 | 18 | 50 | 72 | 28 |
| 16.  | Český lev-Union Beroun          | 30 | 7  | 5 | 18 | 33 | 71 | 26 |

Poznámky:
- Z = Odehrané zápasy; V = Vítězství; R = Remízy; P = Prohry; VG = Vstřelené góly; OG = Obdržené góly; B = Body
- Klub SK Sokoleč se postupu vzdal.[1]
- Klub TJ Sokol Nespeky doplní divizi na základě nezařazení družstva FK Zbuzany 1953 z důvodu nedostatečného počtu mládežnických družstev.[2]

|  | Postup do příslušné Divize (A, B nebo C) |
|  | Sestup do příslušné I. A třídy           |